# Nationale Orde (Opper-Volta)
Nadat Opper-Volta onafhankelijk werd van Frankrijk werd een eigen ridderorde, de Nationale Orde,(Frans:"l'Ordre National") ingesteld. Deze op 29 juni 1961 ingestelde ridderorde heeft 32 jaar bestaan.

## De graden en waardigheden van de Nationale Orde van Opper-Volta
De Orde heeft de in het internationale verkeer gebruikelijke vijf graden en werd, net als het Franse Legioen van Eer voor "eminente verdienste" toegekend.
De waardigheden ("dignités") van de Orde
De President van Faso is Grootmeester en souverein hoofd  van de Orde.De wet spreekt van "Chef souverain et Grand Maître". Hij draagt het grootkruis.
- Grootkruis

De grootkruizen dragen het kleinood van de orde aan een grootlint op de linkerheup en de gouden ster van de orde op de linkerborst.
- Grootofficier

De Grootofficieren dragen een kleinood aan een lint met een rozet op de linkerborst en een zilveren ster rechtsonder op de rechterborst.
De graden van de Orde
- Commandeur

De Commandeur draagt een groot uitgevoerd kleinood van de orde aan een lint om de hals.  
- Officier

De Officier draagt een kleinood aan een lint met een rozet op de linkerborst. 
- Ridder

De Ridder draagt een kleinood aan een lint op de linkerborst.Bij de ridder is in het kleinood geen goud verwerkt.
| Batons van de Nationale Orde | Batons van de Nationale Orde   | Batons van de Nationale Orde | Batons van de Nationale Orde | Batons van de Nationale Orde |
| ---------------------------- | ------------------------------ | ---------------------------- | ---------------------------- | ---------------------------- |
| Grootkruis (Grand-croix)     | Grootofficier (Grand officier) | Commandeur (Commandeur)      | Officier (Officier)          | Ridder (Chevalier)           |

## Versierselen
Het kleinood was een ster met vijf punten. Op de punten zijn witte bloesems aangebracht.Het kleinood is op een gouden lauwerkrans gelegd.In het roodgeringde medaillon is een gouden afbeelding van een olifant te zien.
Het lint was zwart, wit en rood in gelijke banen.

## De oude en de nieuwe Nationale Orde
Nadat het land in 1993 was omgedoopt in Burkina Faso werd ook de oude "Nationale Orde" van Opper-Volta aangepast. Sommige bronnen spreken van een nieuwe ridderorde en noemen de oude orde "obsolete". Anderen suggereren dat de "Nationale Orde" van Burkina Faso een voortzetting van de oude orde met andere versierselen is. De orde heet ook nu kortweg " Nationale Orde". Het uiterlijk veranderde sterk maar er zijn nog steeds vijf rangen.

## Decoranti
- Haile Selassie, grootkruis
- Koning Boudewijn